# Брам-стеньга

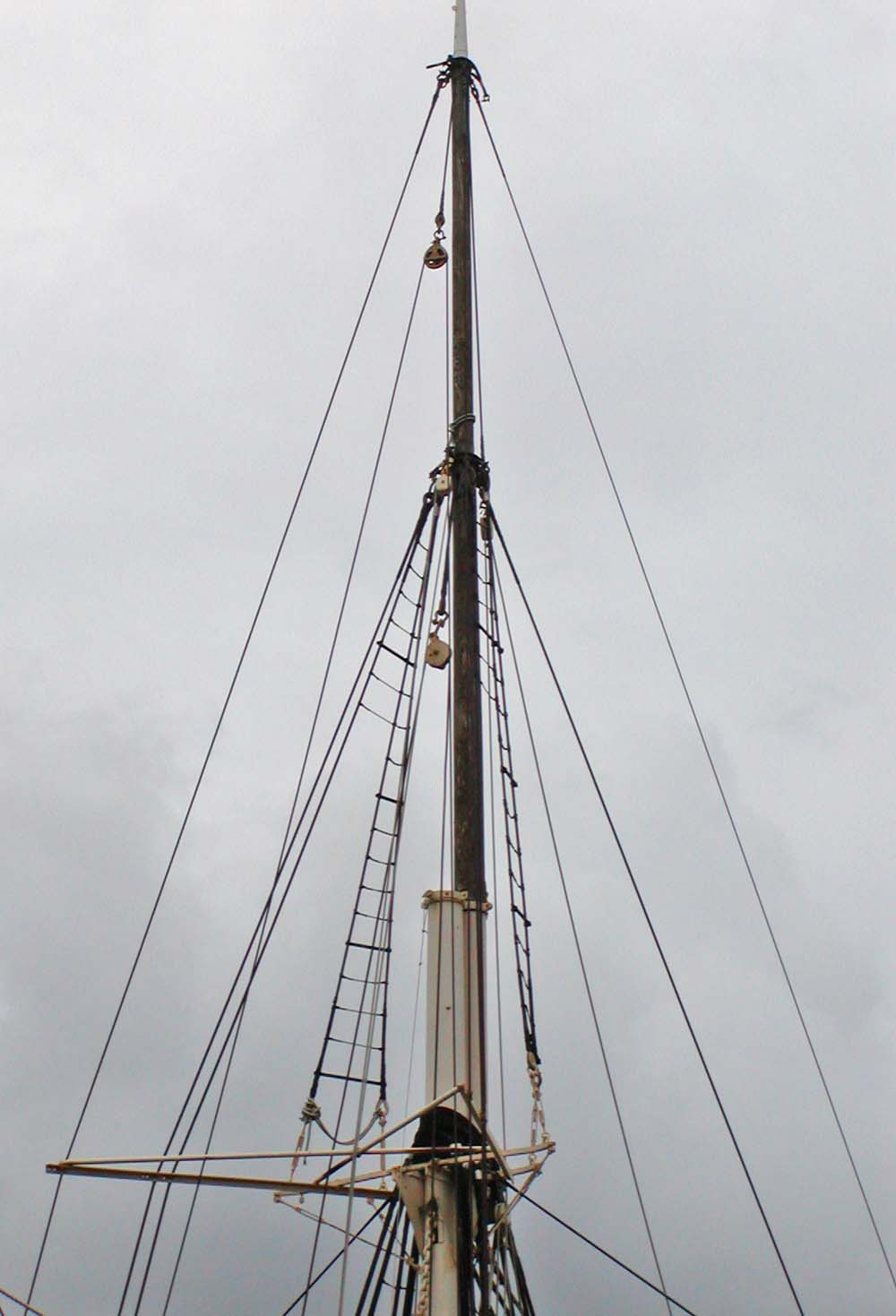
Брам-стеньга вітрильного танкера Falls of Clyde

Брам-сте́ньга (від нід. bramsteng) — рангоутне дерево, що служить продовженням стеньги і йде вгору від неї. Назви елементів рангоуту й такелажу, що належать до брам-стеньги, мають префікс «брам-»: брам-рея, брам-топенанти, брам-браси, брам-фал тощо. На брам-реї підіймають пряме вітрило — брамсель.
З'єднання брам-стеньги зі стеньгою здійснюється за допомогою салінга й брам-езельгофта на топі останньої. Шпор брам-стеньги проходить між лонга-салінгами, у ньому є отвір (шлагтовна діра), в яку вставляється шлагтов — чека, що лежить кінцями на лонга-салінгах і утримує на них брам-стеньгу. З бортів брам-стеньга розкріпляється брам-стень-вантами, що йдуть від її топа до салінга, а також брам-фордунами (брам-стень-фордунами), які йдуть до бортів. Спуск і підйом брам-стеньги здійснюється спеціальною снастю — брам-горденем, схожою на стень-винтреп.
Продовженням брам-стеньги є бом-брам-стеньга, за її відсутності — брам-флагшток. Здебільшого бом-брам-стеньгу і брам-стеньгу виготовляють з одного стовбура, а в місці переходу однієї до іншої є невеликий виступ, на який надягають брам-ковпак — мідний циліндр з фланцем, що утримує брам-такелаж. Для рознесення бом-брам-вант брам-стеньга має на топі невеликий салінг — брам-салінг (брам-салінг у вигляді бугеля з ріжками називається бом-салінг). Оскільки бом-брам-ванти зазвичай не мають вибленок, підйом на бом-брам-стеньгу здійснюється по бом-брам-шкентелю — закріпленому на її топі тросі з мусингами. Якщо бом-брам-стеньга зроблена з окремого стовбура, то вона з'єднується з брам-стеньгою закріпленим на топі останньої бом-брам-езельгофтом.
Залежно від належності до тієї чи іншої щогли брам-стеньгам присвоюють додаткові найменування: на фок-щоглі — фор-брам-стеньга, на грот-щоглі — грот-брам-стеньга і на бізань-щоглі — крюйс-брам-стеньга.